# Art Directors Guild Awards
Los Premios ADG a la Excelencia en Diseño de Producción, son premios presentados anualmente por el Art Directors Guild, para reconocer la excelencia en el diseño de producción y la dirección de arte en las industrias del cine y la televisión. Los homenajeados reciben un premio otorgado por la firma de Nueva York, por la Society Awards.

## Categoría de premios
- Mejor película animada
- Mejor película de cine contemporáneo
- Mejor película de fantasía
- Mejor Serie de televisión de una sola cámara de media hora
- Mejor Serie de televisión multicámara
- Mejor Serie de televisión contemporánea de una sola cámara de una hora
- Mejor serie de televisión de una sola cámara de fantasía en un periodo de una hora
- Mejor película de cine de época
- Mejor corto - Serie Web, Video Musical o Comercial
- Mejor película para televisión o serie limitada
- Mejor variedad especial
- Mejor serie de variedades, telerrealidad o competencia
- Premios Honoríficos: Premio a la contribución a la imaginería cinematográfica[3]